# Oranjetunnel

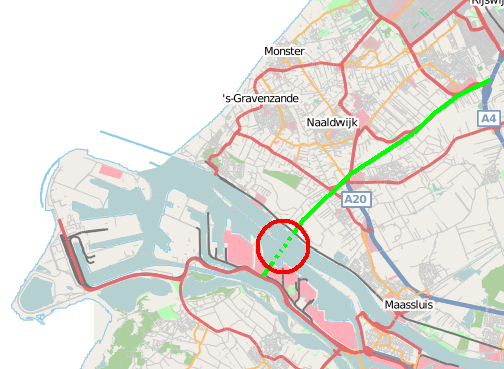
Locatie tunnel en A54 (planstudie)

De Oranjetunnel was een tunnel in planstudie onder de Nieuwe Waterweg, dat wil zeggen aan de zeezijde van de Maeslantkering. De tunnel zou dan deel uitmaken van een van de eveneens afgeblazen Rijksweg 54, een autosnelwegverbinding tussen de A15 en A4 bij Wateringen. De tunnel ligt gunstig ten opzichte van de aan te leggen Tweede Maasvlakte. Het bedrijfsleven in de regio is voorstander voor de aanleg van deze strategische verbinding die volgens onderzoek bijna een miljard euro zal moeten kosten. Vooralsnog (anno 2011) zijn er geen concrete plannen voor aanleg van de A54 en de tunnel en is de tijdshorizon voor eventuele realisatie in ieder geval na de periode 2020-2030, wanneer de Tweede Maasvlakte deels in gebruik zal zijn genomen.
De Maasvlaktetunnel was een mogelijkheid van een tunnel nabij Hoek van Holland.
Eind 2012 werd bekend dat het kabinet-Rutte II kiest voor aanleg van de autosnelweg A24 en de Maasdeltatunnel tussen Vlaardingen en Rozenburg.